# Muurpeper
Muurpeper (Sedum acre) is een vaste plant uit de vetplantenfamilie (Crassulaceae). 

## Naam
De naam 'peper' is afgeleid van de scherpe smaak van de bladen. De plant wordt ook wel 'tripmadam' genoemd, maar die naam hoort bij de verwante soort Sedum reflexum.

## Determinatie
De plant wordt 5–25 mm hoog en vormt vaak kleine tapijten. De 3–4 mm grote bladen zitten dicht opeen langs de stengels. De plant bloeit van mei tot augustus met felgele 1,2 cm grote bloemen. De bloemen hebben vijf kroon- en vijf kelkbladen.
De plant lijkt op zacht vetkruid (Sedum sexangulare), maar bij muurpeper is de bloem iets groter en het blad smaakt bij zacht vetkruid ook niet naar peper.

## Ecologie
Muurpeper prefereert kalkhoudende, droge zandgrond in het volle zonlicht. De soort komt voor tussen stoeptegels, langs en op kaden, stenige dijken, parkeerplaatsen, muren, rotsen, rivierduinen en zandige oeverwallen. Ook is ze vaak langs en tussen snelwegen te zien.

## Toepassingen
In de plant zijn een aantal werkzame stoffen aangetroffen: piperidine alkaloïden (namelijk sedridine, sedamine, sedinone en isopelletierine), die het een scherpe, peperachtige en bijtende smaak geven en licht giftig maken, mucilage, rutine, en tannine. Het effect is bloedstelpend bij wonden, maar veroorzaakt wel rode uitslag en blaren op de huid. In de volksgeneeskunde werd het gebruikt om likdoorns zacht te maken.

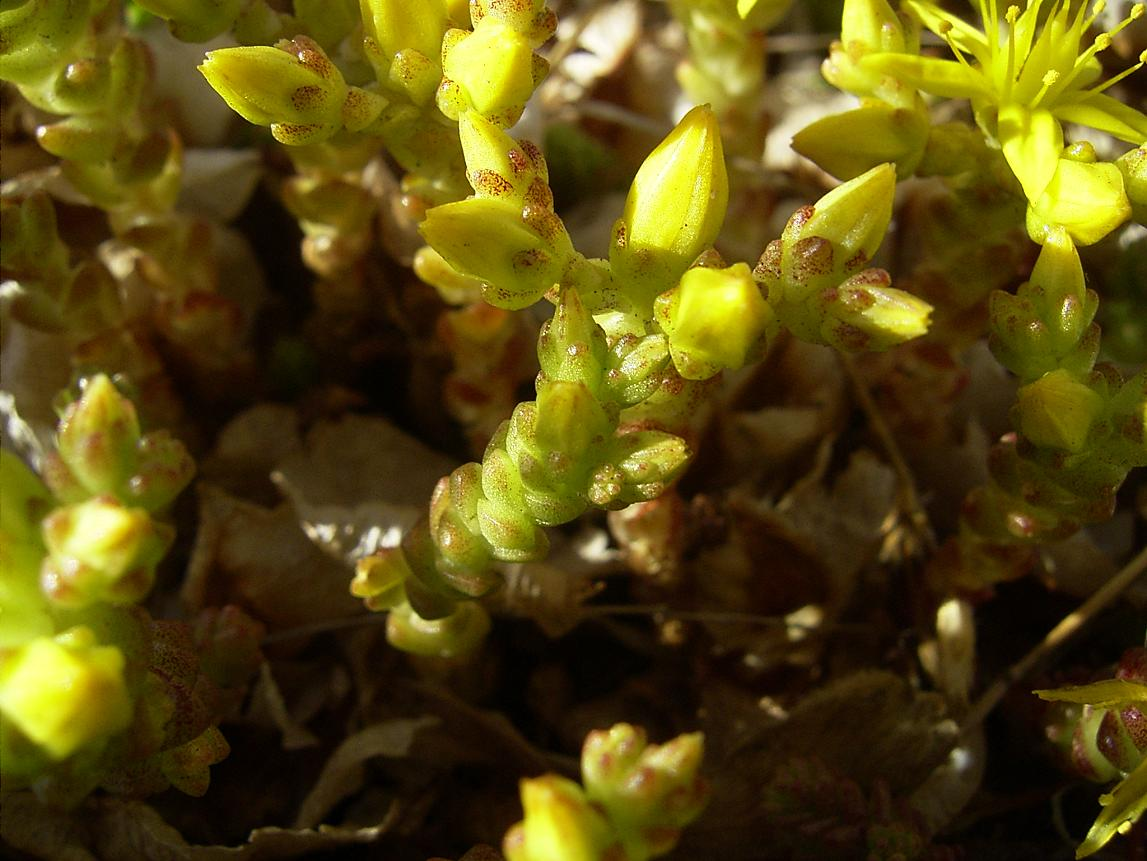
Muurpeper plant
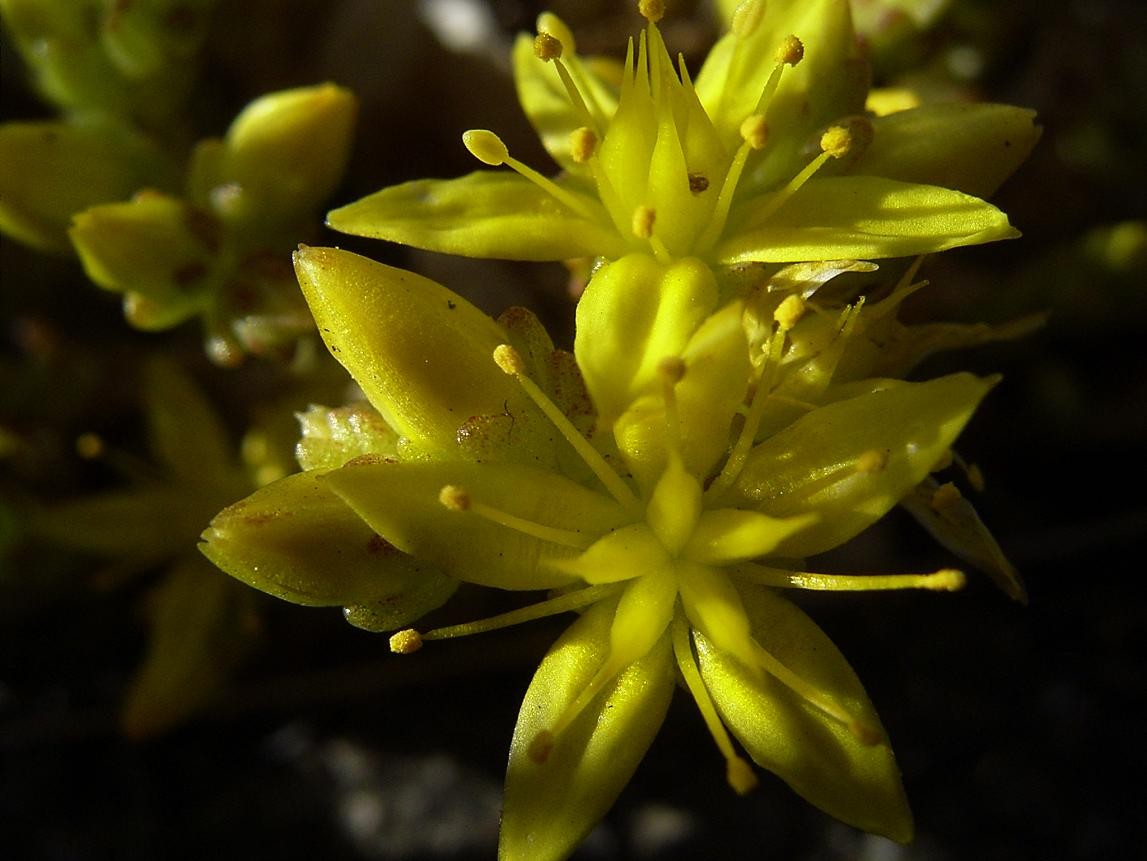
Muurpeper closeup
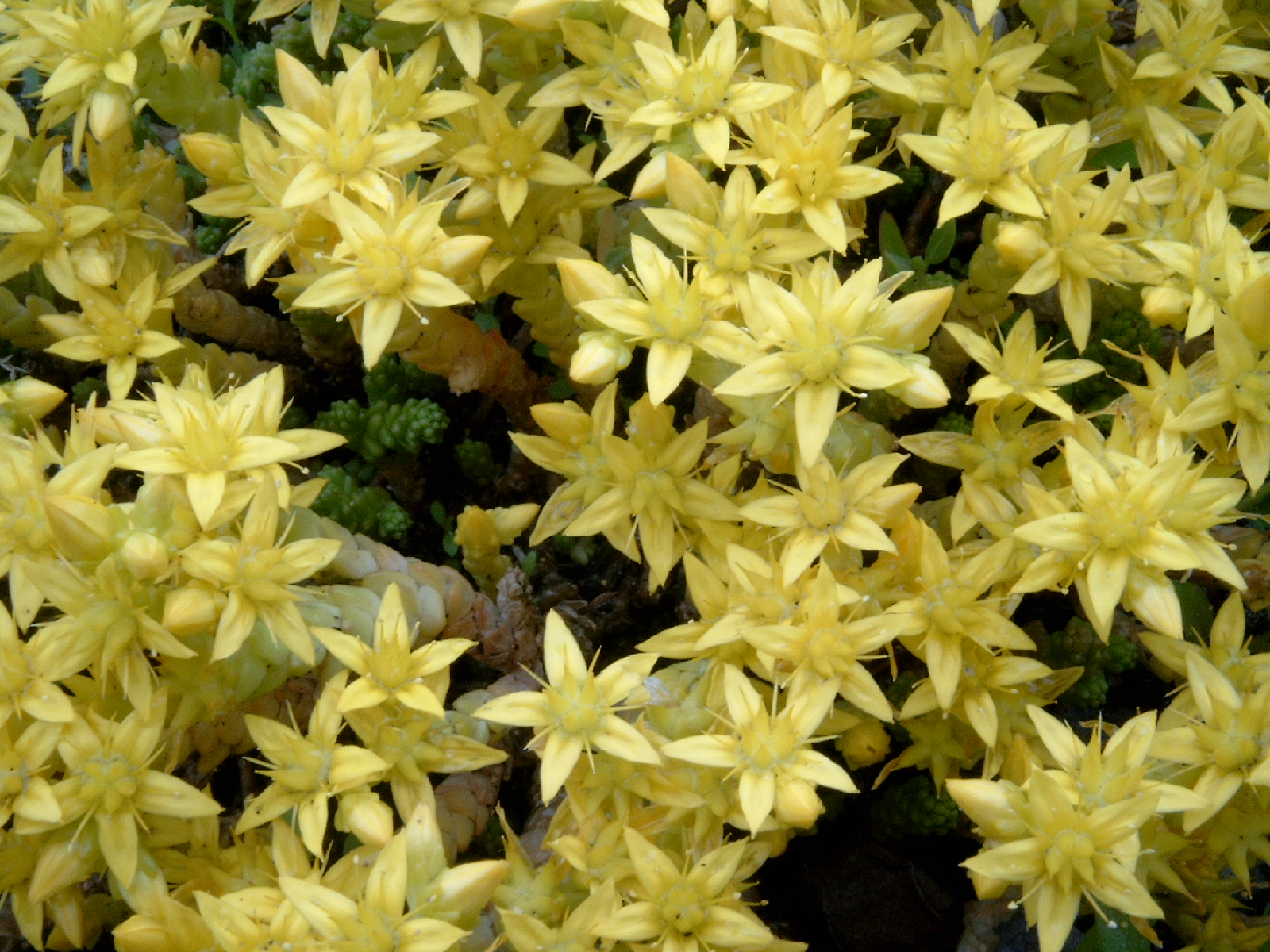
Muurpeper bloemen